# 卡爾霍恩 (阿肯色州林肯縣)
卡爾霍恩（英語：Calhoun）是位於美國阿肯色州林肯縣的一個非建制地區。該地的面積和人口皆未知。

## 地理
卡爾霍恩的座標為33°53′34″N 91°47′19″W / 33.89278°N 91.78861°W，而該地的平均海拔高度為116米（即381英尺）。